# Falkenberg (Szwecja)
Falkenberg – miasto (tätort) w Szwecji, w regionie administracyjnym (län) Halland. Siedziba władz (centralort) gminy Falkenberg. Do 1970 roku Falkenberg miał administracyjny status miasta.
W 2015 roku Falkenberg liczył 24 099 mieszkańców.

## Położenie
Falkenberg jest położony na zachodnim wybrzeżu Szwecji (västkusten) u ujścia rzeki Ätran do Kattegatu, w prowincji historycznej (landskap) Halland.

## Historia

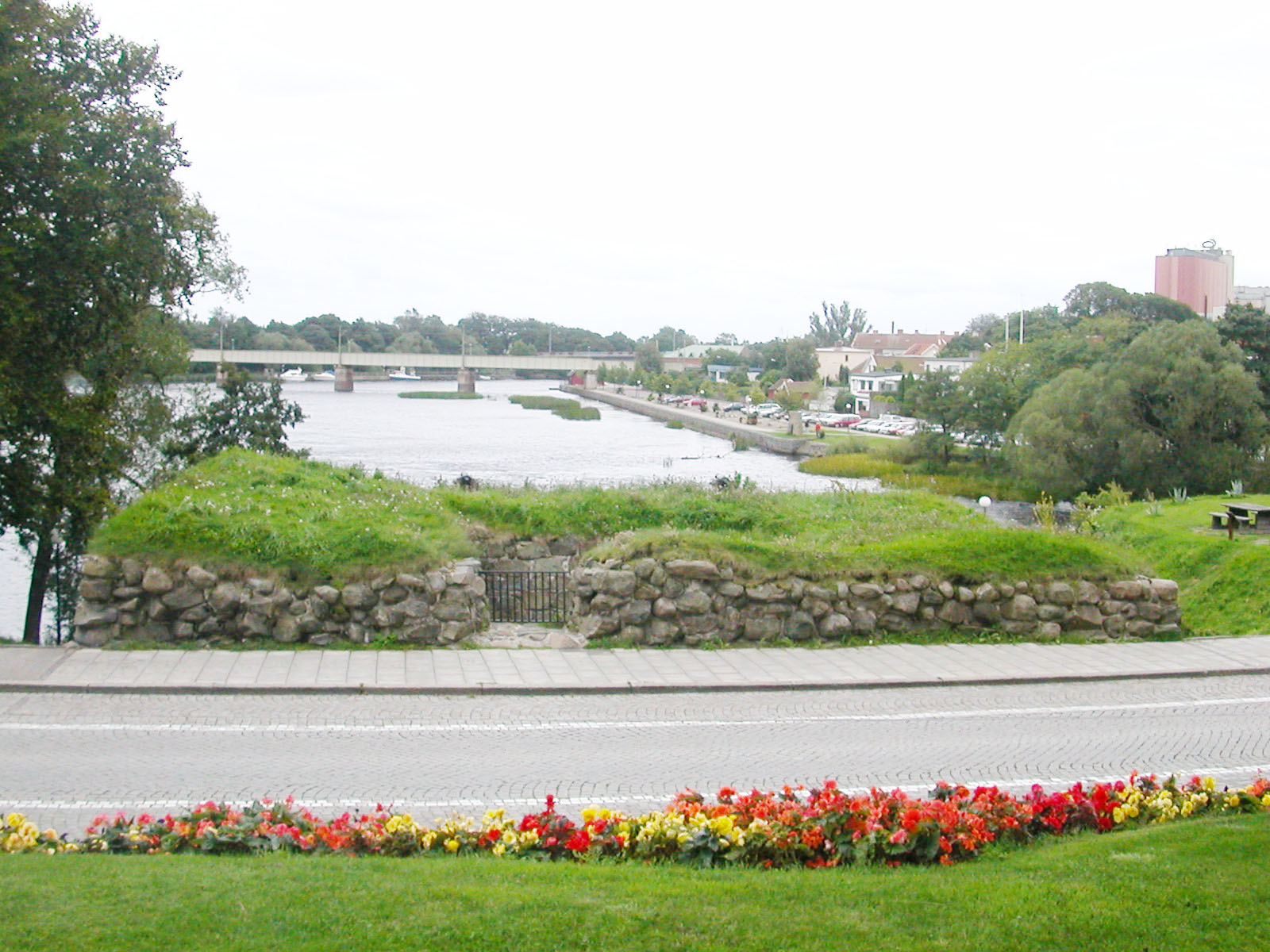
Zachowana dolna część wieży zamku Falkenberg

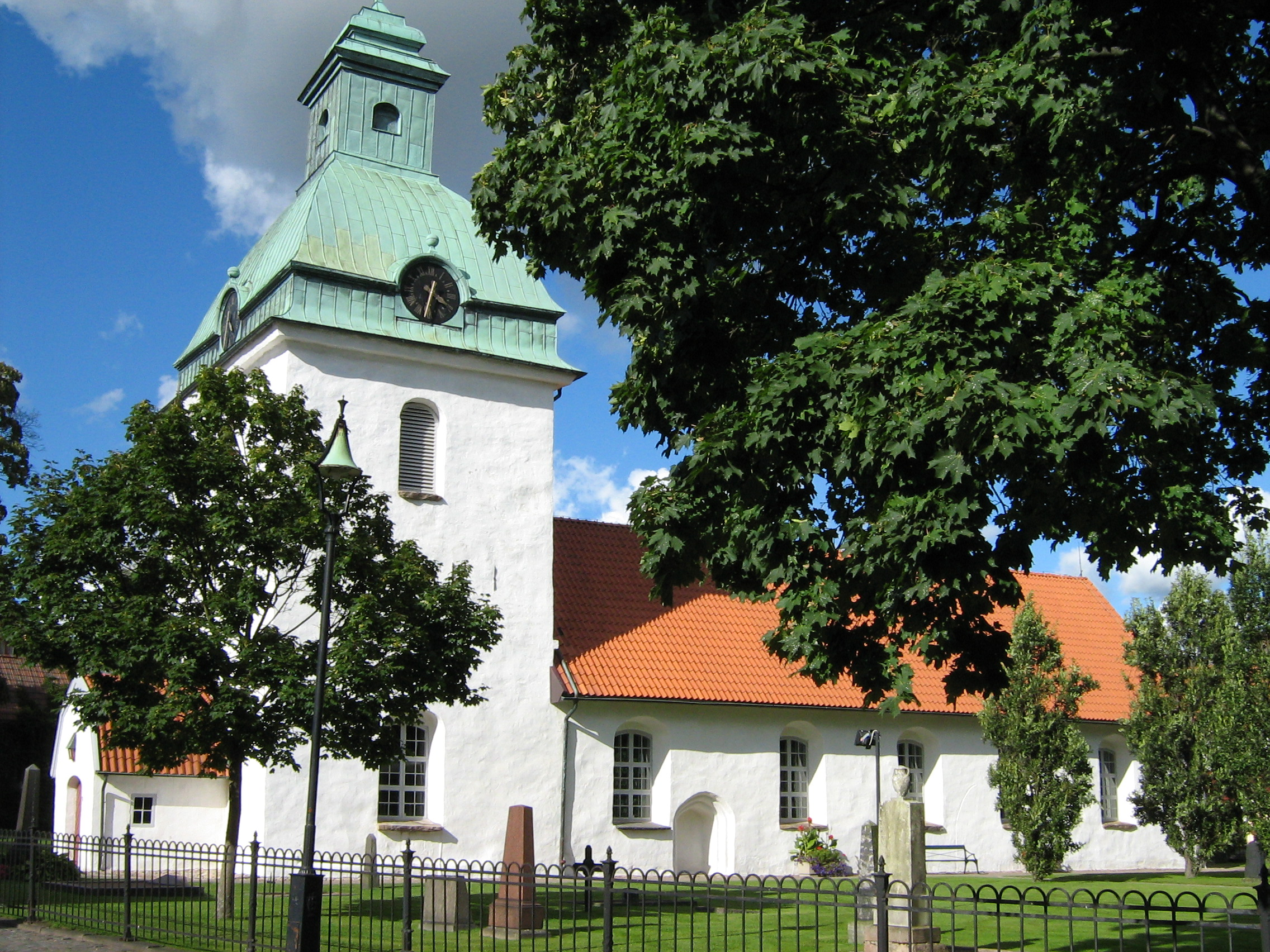
Sankt Laurentii kyrka

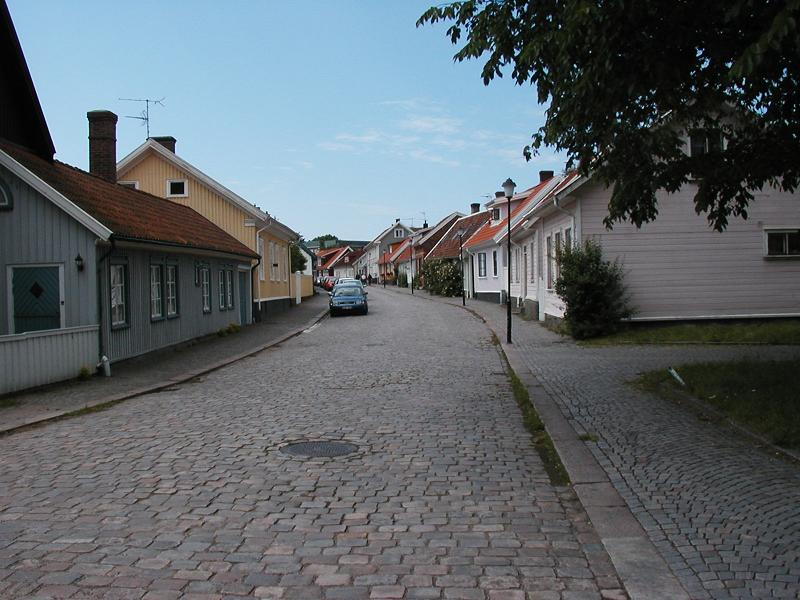
Stare Miasto (Gamla stan) w Falkenbergu

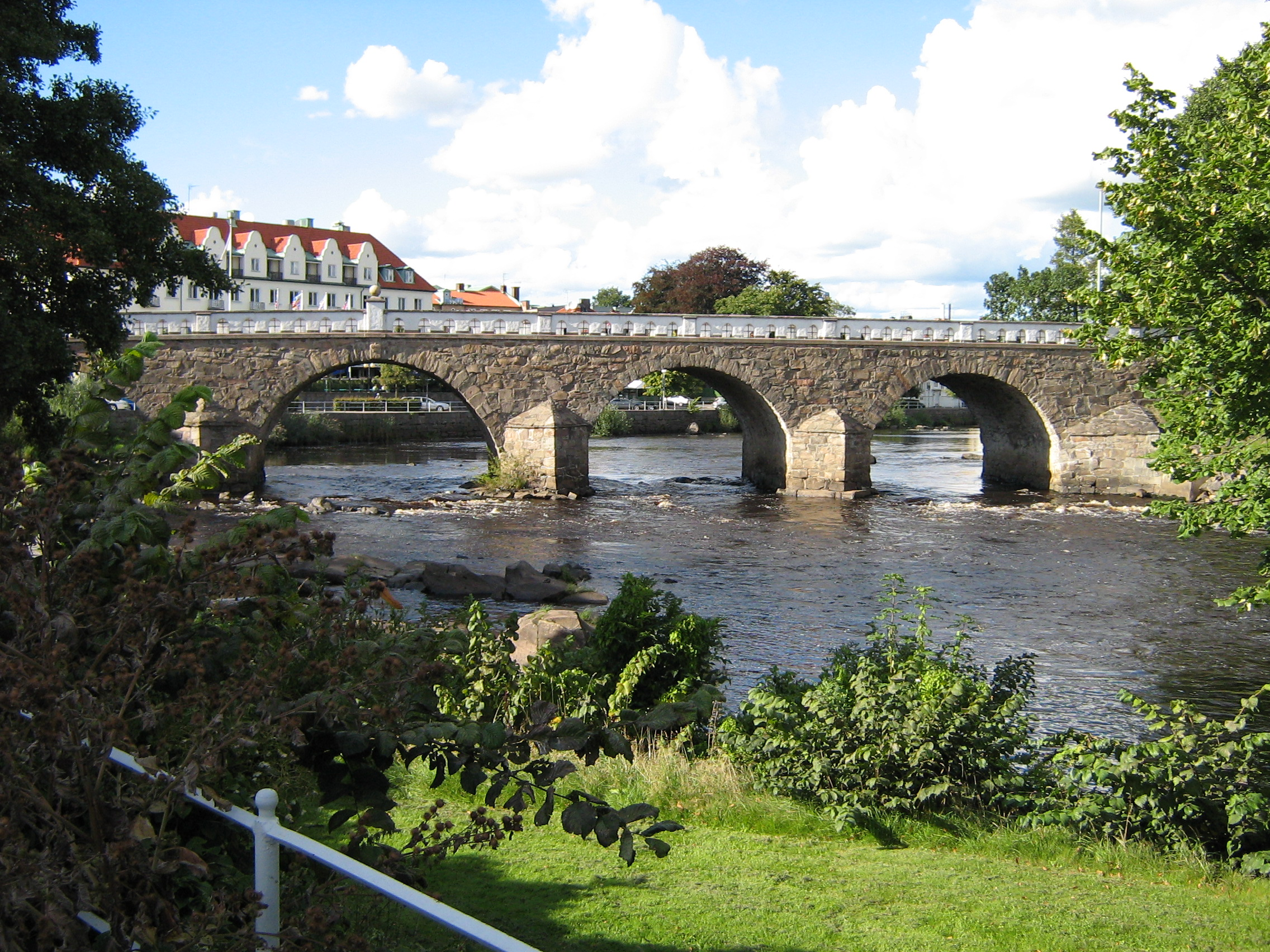
Tullbron (zbudowany 1756–1761)

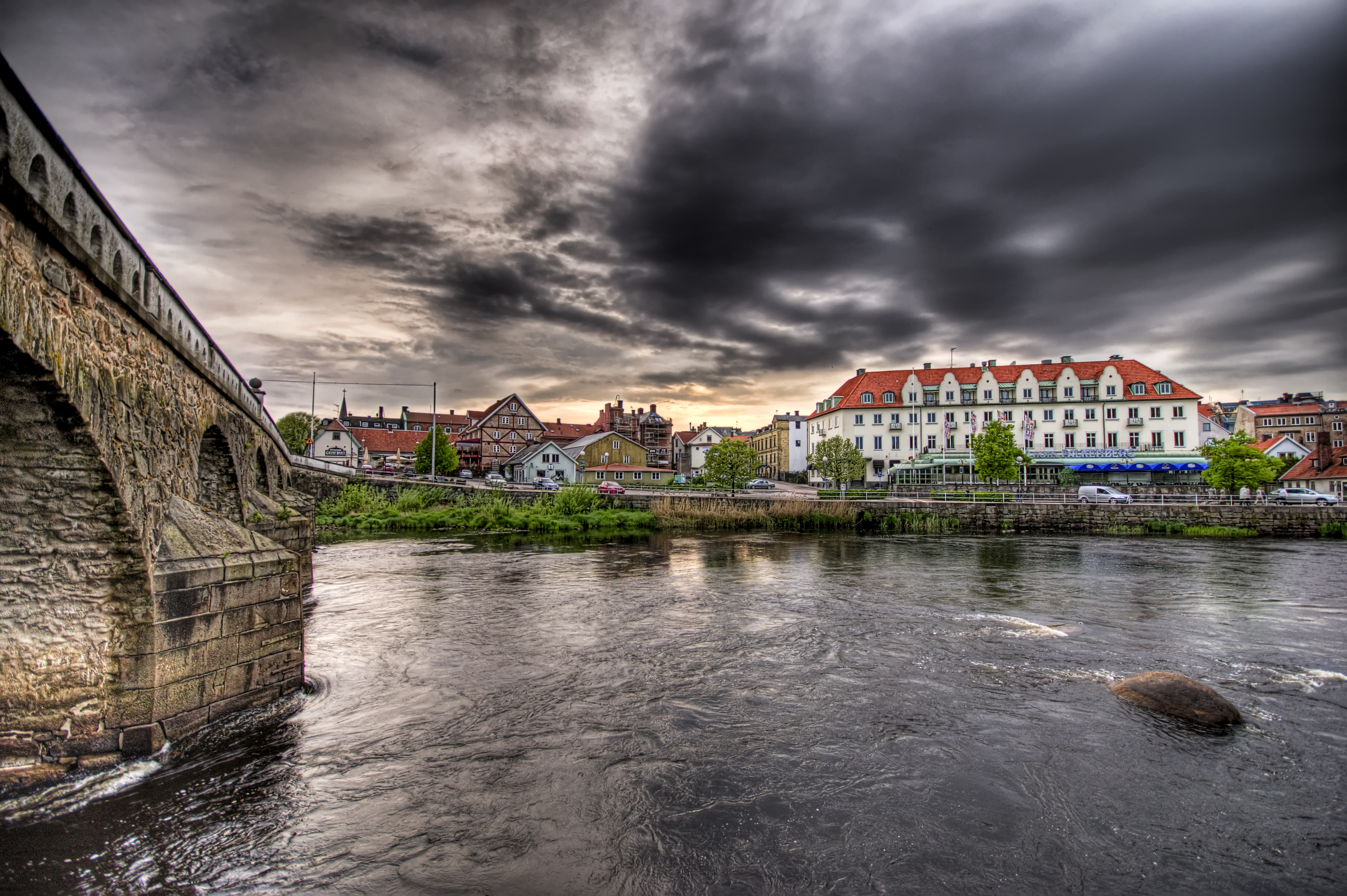
Rzeka Ätran i Grand Hotell

W średniowieczu Halland stanowił prowincję pograniczną, należącą wówczas do Królestwa Danii (część Skånelandene). Obszar ten był często terenem wyniszczających wojen granicznych pomiędzy władcami Szwecji, Danii i okresowo Norwegii. Pod koniec XIII w. na lewym brzegu rzeki Ätran, niedaleko jej ujścia do Kattegatu, zbudowano zamek nazwany Falkenberg, który miał strzec północnych granic duńskich. Zamek Falkenberg został zniszczony w 1434 roku podczas powstania Engelbrekta. Odbudowy zamku nigdy już nie podjęto. Nazwę Falkenberg przejęło miasto Ätraby.
Na drugim brzegu Ätran, która w pewnych okresach była rzeką graniczną, wyrósł w tym czasie ośrodek handlowy o nazwie Ätraby. Około 1300 roku wzniesiono tam kościół pw. św. Wawrzyńca (Sankt Laurentii kyrka). Pod koniec XIV w. w pobliżu Ätraby założono nowe miasto, nazwane Ny-Falkenberg. W 1508 roku mieszkańcy obu miast mieli zostać przesiedleni do Halmstad. Nie doszło jednak do tego i w 1558 roku prawa miejskie zostały potwierdzone. Jest to najstarszy znany dokument potwierdzający przywileje miejskie dla Falkenberga. Oba miasta, Falkenberg (Ätraby) i Ny-Falkenberg, zostały zniszczone w 1565 roku w czasie I wojny północnej (1563–1570). Ruiny miasta Ny-Falkenberg nie zostały już odbudowane i zasiedlone.
W 1645 roku, na mocy traktatu w Brömsebro, Falkenberg wraz z całym Hallandem znalazł się w granicach Królestwa Szwecji. Pod nowymi rządami miasto rozwijało się powoli. W 1658 roku, według Christera Bonde, członka szwedzkiej Rady Królestwa, Falkenberg, określony jako “mała mieścina” (en liten fläck), liczyć miał około 60 mieszczan. W latach 1756–1761 zbudowano nad rzeką Ätran kamienny most (Tullbron). Nazwa mostu pochodzi od pobieranych na nim opłat za przejazd (tull – szw. cło, myto). Opłaty te zniesiono w 1914 roku.
W XIX w. nastąpił okres stopniowego rozwoju Falkenberga i jego okolic, który w 1854 roku liczył 941 mieszkańców. W 1866 roku miasto Falkenberg odzyskało prawo składu towaru. Przez zmodernizowany port eksportowano m.in. pochodzące z Hallandu zboże, a w mieście zbudowano szereg magazynów zbożowych. W 1886 roku Falkenberg uzyskał połączenie kolejowe. Pod koniec XIX w. powstały pierwsze większe zakłady przemysłowe, m.in. browar Falken (Bryggeri AB Falken; założony w 1896 roku), garbarnia (AB. Daniel Lundgrens läderfabrik; założona w 1835), zakłady spożywcze, warsztaty mechaniczne i cegielnie. W 1910 roku Falkenberg liczył 4452 mieszkańców.
W 1971 roku, w wyniku reformy administracyjnej i wprowadzenia jednolitego typu gminy, gmina miejska Falkenberg (Falkenbergs stad) została włączona do nowo utworzonej gminy Falkenberg (Falkenbergs kommun).

### Demografia
Liczba ludności tätortu Falkenberg w latach 1960–2015:

## Komunikacja i transport

### Transport morski
U ujścia Ätran do Kattegatu zlokalizowany jest port morski Falkenberg (Falkenbergs hamn) oraz stocznia remontowa.

### Drogi
Przez Falkenberg przebiega trasa europejska E6/E20 oraz mają początek drogi lokalne do Torup (Länsväg 150) i biegnąca przez Ullared i Svenljunga w kierunku Borås Länsväg 154.

### Koleje
Linię kolejową do Falkenberg doprowadzono w 1886 roku (Mellersta Hallands Järnväg; Varberg – Falkenberg – Halmstad). W 1896 roku linia ta została upaństwowiona i jest częścią magistrali kolejowej Västkustbanan (Lund – Göteborg). W 2008 roku oddano do użytku nowy dworzec kolejowy (Falkenbergs station), położony około 2 km na północ od centrum Falkenberga.

## Dzielnice miasta
| - Falkagård - Stare Miasto (Gamla stan) - Herting - Hjortsberg - Fajans - Skogstorp - Skrea strand | - Tröingeberg - Västra gärdet - Östra gärdet - Arvidstorp - Näset - Slätten |

## Sport
- Falkenbergs VBK – klub piłki siatkowej mężczyzn
- Falkenbergs FF – klub piłki nożnej, występujący przez pięć sezonów (2014–2016, 2019–2020) w Allsvenskan

## Miasta partnerskie
Miasta partnerskie gminy Falkenberg:
- Gniezno, Polska
- Oswaldtwistle, Wielka Brytania